# Chương Thụ
Chương Thụ (chữ Hán giản thể: 樟树市, âm Hán Việt: Chương Thụ thị) là một thành phố cấp huyện thuộc địa cấp thị Nghi Xuân, tỉnh Giang Tây, Cộng hòa Nhân dân Trung Hoa. Thành phố này có diện tích 1287 ki-lô-mét vuông, dân số 537.000 người. Mã số bưu chính của thành phố Chương Thụ là 331200, mã vùng điện thoại là 0795. 

## Hành chính
Chương Thụ được chia ra làm 19 đơn vị hành chính cấp hương, gồm 5 nhai đạo, 10 trấn và 4 hương. Ngoài ra thành phố này còn quản lí 3 đơn vị tương đương cấp hương khác.
- Nhai đạo: Cam Dương (淦阳街道), Lộc Giang (鹿江街道), Phúc Thành (福城街道), Đại Kiều (大桥街道), Trương Gia Sơn (张家山街道)
- Trấn: Lâm Giang (临江镇), Vĩnh Thái (永泰镇), Hoàng Thổ Cương (黄土岗镇), Kinh Lâu (经楼镇), Xương Bác (昌傅镇), Điếm Hạ (店下镇), Các Sơn (阁山镇), Lưu Công Miếu (刘公庙镇), Quan Thượng (观上镇), Nghĩa Thành (义成镇)
- Hương: Trung Châu (中洲乡), Châu Thượng (洲上乡), Dương Hồ (洋湖乡), Ngô Thành (吴城乡)

Đơn vị ngang cấp hương khác
- Khu công nghiệp thành phố Chương Thụ (樟树市工业园区)
- Tân Giang tân thành (滨江新城)
- Khu vườn nghệ thuật Song Kim (省双金园艺场)